# Kłoczki (osiedle w obwodzie mińskim)
Kłoczki (biał. Клачкі, Kłaczki; ros. Клочки, Kłoczki) – osiedle na Białorusi, w obwodzie mińskim, w rejonie dzierżyńskim, w sielsowiecie Niehorele, przy linii kolejowej Moskwa – Mińsk – Brześć.